# Léon Lippens

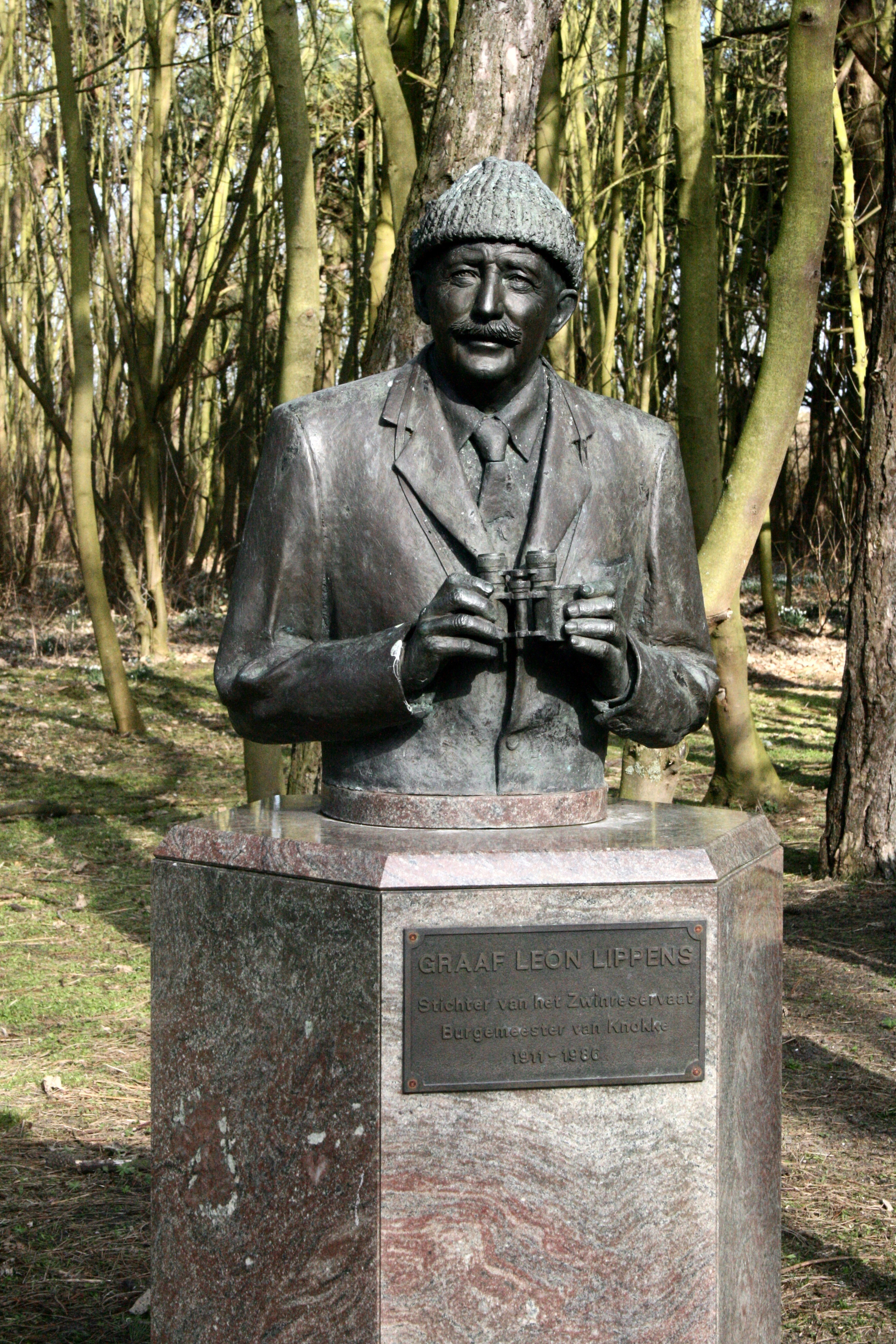
Borstbeeld van Léon graaf Lippens, stichter van het natuurreservaat Zwin

Léon graaf Lippens (Beernem, 6 september 1911 – Knokke-Heist, 16 juni 1986) was burgemeester van de Belgische gemeente Knokke.

## Familie
Léon Anne Marie Ghislain Lippens was de zoon van de bosbouwkundige Raymond Lippens (1875-1964), in 1921 in de adelstand opgenomen, en van Ghislaine de Béthune (1889-1969).
Hij was de schoonzoon van de liberale politicus en minister Maurice August Lippens, die in 1936 in de adelstand werd opgenomen met de titel van graaf, titel die op Léon Lippens werd overgedragen.
Léon Lippens trouwde in 1936 met zijn achternicht Suzanne Lippens (1903-1985), met wie hij vier kinderen kreeg:
- Mary (1937), in eerste huwelijk met kunstschilder Roger Nellens;
- Elisabeth (1939-2023), getrouwd met Ferdinand Fürst von Bismarck-Schönhausen;
- Leopold (1941-2021), burgemeester van Knokke-Heist;
- Maurice (1943), voormalige voorzitter van de Fortis-groep.

## In Belgisch-Congo
Na humaniorastudies in de abdijschool van Zevenkerken, maakte Lippens zijn universitaire studies af als doctor in de rechten en vertrok naar Belgisch-Congo. De bedoeling was er een plantage van de familie Lippens te beheren, maar hij maakte er vooral gebruik van om in het nabijgelegen nationaal Albertpark de wilde dieren te bestuderen. Nadat hij in juli 1936 naar België terugkeerde om er in november te trouwen, publiceerde hij verschillende boeken met beschrijvingen van dieren en landschappen die hij tijdens zijn verblijf in Congo leerde kennen.

## Burgemeester
Bij de gemeenteraadsverkiezingen van oktober 1946 voerde Leon Lippens een lijst aan onder de noemer 'Gemeentebelangen'. Hij bracht hierbij een brede waaier aan kandidaten mee, die een einde wilden stellen aan de hevige strijd die voor de oorlog tussen katholieken en liberalen was gevoerd. Niettemin kwamen de liberalen nog met een eigen lijst op. De Gemeentebelangen behaalden zes van de elf zetels. Na heel wat aarzeling (hij wilde graag naar Congo terugkeren) aanvaardde Lippens het burgemeesterschap.
Hij was burgemeester van Knokke van 1947 tot 1966. In 1952 behield de lijst Gemeentebelangen zijn meerderheid (7 tegen 6). In 1958 was de verhouding 8 tegen 5. In 1964 (de liberale partij had de groep van de gemeentebelangen vervoegd) was de uitslag 9 tegen 4. In 1966 werd Lippens door een hartkwaal getroffen en besliste hij ontslag te nemen en zich te laten opvolgen door dokter Eugène Mattelaer. Lippens bleef tot het einde van zijn mandaat, begin 1971, als gemeenteraadslid zetelen.
Hij was ook een paar maal kandidaat voor de Belgische senaat op een CVP-lijst. Hij stond echter op een onverkiesbare plaats gerangschikt.
De familieonderneming 'Compagnie du Zoute', eigenares van een aanzienlijk gedeelte van de gronden in Het Zoute, zorgde onder zijn leiding voor het verder urbaniseren volgens de bij de aanvang door de stedenbouwkundige Josef Stübben vastgelegde urbanistische voorschriften.

## Ornitholoog en natuurliefhebber
Hij stichtte in 1952 het natuurreservaat het Zwin in Knokke (sinds 1971 Knokke-Heist). Hij besteedde veel zorgen aan dit reservaat en zette zich ook nationaal en internationaal in voor natuurbeheer en natuurbehoud. Het was het eerste natuurreservaat in België en besloeg de 150 ha van het zoutwatergetijdengebied op de Belgisch-Nederlandse grens.
Over vogels en over natuurreservaten publiceerde hij heel wat, vaak in samenwerking met gespecialiseerde fotografen.
Hij was
- stichter en voorzitter van de Belgische Vereniging van natuur- en vogelreservaten
- erelid van het World Wildlife Fund

Léon Lippens liet zich inspireren door het werk van de Franse paleontoloog, jezuïet en theoloog Pierre Teilhard de Chardin en bracht die inspiratie ook op zijn kinderen over.

## Publicaties
- Het Zoute, het Zwin, Brugge, z.d.
- Momentopnamen bij de dieren in de Wildernis, Gent, 1938
- Kivi snapshots. Photographs taken between June 1935 and June 1936 in the district of the Albert National Park, z.d.
- Les Oiseaux d'eau de Belgique, Brugge, 1941
- De vogels in België, Brugge, 1950
- Les oiseaux de Belgique, Brugge, 1954
- Atlas van de vogels in België en West-Europa, Tielt, Lannoo, 1972
- Les oiseaux du Zaîre, Tielt, Lannoo, 1976
- Uitzonderlijke vogels in België en West-Europa: Deel I. Watervogels, dagroofvogels en steltlopers, Tielt, Lannoo, 1986
- De vogels van het Zwin en van Knokke-Heist

## Eerbetoon
- Gouden medaille van de 'International Council of Bird Preservation' (1972)
- 'Orde van de Gouden Ark' van het WWF (1974)
- Aan de ingang van het Zwinreservaat werd in 1988 een buste van Leon Lippens geplaatst, werk van de Amsterdamse beeldhouwster Sylvia Willink-Quiël.
- In 1989 werd een tweejaarlijkse 'Ereprijs Graaf Leon Lippens' ingesteld door de Compagnie du Zoute, die studies bekroont over natuurgebieden en ornithologie.